# Pseudoboodon sandfordorum
Espèce
Pseudoboodon sandfordorum est une espèce de serpents de la famille des Lamprophiidae. 

## Répartition
Cette espèce est endémique du sud-ouest de l'Éthiopie.

## Étymologie
Cette espèce est nommée en l'honneur de la famille Sandford.

## Publication originale
- Spawls, 2004 : A New Species of Pseudoboodon (Reptilia: Serpentes) from the Central Highlands of Ethiopia; with notes on some other members of the genus. African Journal of Herpetology, vol. 53, n. 1, p. 13-19.